# Горнолыжный спорт на зимних Олимпийских играх 1936
Соревнования по горнолыжному спорту впервые проходили на IV зимних Олимпийских играх в горнолыжном комплексе «Гудиберг» неподалеку от Гармиш-Партенкирхена. Было разыграно 2 комплекта наград (1 у мужчин и 1 у женщин). Соревнования проходили с 7 по 9 февраля 1936 года следующим образом: 7 февраля, у мужчин и женщин — скоростной спуск; 8 февраля, у женщин — слалом и 9 февраля, у мужчин — слалом.

## Медали
| Event               | Золото                 | Серебро                 | Бронза                    |
| ------------------- | ---------------------- | ----------------------- | ------------------------- |
| Мужчины, комбинация | Франц Пфнюр Германия   | Густав Ланчнер Германия | Эмиль Алле Франция        |
| Женщины, комбинация | Кристль Кранц Германия | Кете Гразеггер Германия | Лайла Шу Нильсен Норвегия |

## Участвующие страны
8 государств представляли мужчины и женщины. Австрию, Эстонию, Нидерланды, Испанию и Швейцарию представляли только женщины.
Всего участвовало 103 горнолыжника (66 мужчин и 37 женщин) из 26 государств(мужчины из 21 страны и женщины из 13 стран):
| - Австрия (4) (мужчин:0 женщин:4) - Бельгия (4) (мужчин:4 женщин:0) - Болгария (3) (мужчин:3 женщин:0) - Великобритания (8) (мужчин:4 женщин:4) - Венгрия (4) (мужчин:4 женщин:0) - Германия (8) (мужчин:4 женщин:4) - Греция (1) (мужчин:1 женщин:0) - Испания (2) (мужчин:0 женщин:2) - Италия (8) (мужчин:4 женщин:4) - Канада (7) (мужчин:3 женщин:4) - Латвия (3) (мужчин:2 женщин:1) - Лихтенштейн (2) (мужчин:2 женщин:0) - Люксембург (1) (мужчин:1 женщин:0) |  | - Нидерланды (1) (мужчин:0 женщин:1) - Норвегия (7) (мужчин:4 женщин:3) - Польша (3) (мужчин:3 женщин:0) - Румыния (4) (мужчин:4 женщин:0) - США (8) (мужчин:4 женщин:4) - Турция (4) (мужчин:4 женщин:0) - Франция (3) (мужчин:3 женщин:0) - Чехословакия (7) (мужчин:4 женщин:3) - Швейцария (2) (мужчин:0 женщин:2) - Швеция (1) (мужчин:1 женщин:0) - Эстония (1) (мужчин:0 женщин:1) - Югославия (4) (мужчин:4 женщин:0) - Япония (3) (мужчин:3 женщин:0) |

## Медальный зачет
| Место | Страна   | Золото | Серебро | Бронза | Всего |
| ----- | -------- | ------ | ------- | ------ | ----- |
| 1     | Германия | 2      | 2       | 0      | 4     |
| 2     | Франция  | 0      | 0       | 1      | 1     |
| 3     | Норвегия | 0      | 0       | 1      | 1     |

## Факты
Серебряный и бронзовый призёр в мужской комбинации стали впоследствии 100-летними долгожителями, первыми среди всех призёров зимних Олимпийских игр. Чемпион же прожил 87 лет.